# Menaces
Menaces is een Franse film van Edmond T. Gréville die werd gedraaid in 1938 en uitgebracht in 1940. 

## Verhaal
September 1938, enkele dagen voor het Verdrag van München wordt afgesloten. Een klein hotel van het Quartier Latin biedt een tijdelijk onderkomen aan heel wat mensen uit Oost-Europa die zich in Parijs hebben gevestigd om de nazi's te ontvluchten. Een van hen is professor Hoffman, een oudere en alleenstaande Oostenrijkse dokter met een verminkt gezicht. Net zoals de andere kostgangers leeft hij in angst voor wat te gebeuren staat in nazi-Duitsland. 
Ook een aantal Fransen verblijven in het hotel. Denise, een verkoopster in een modehuis, wil een geschenk afgeven aan de arme mijnheer Hoffman. De frivole Ginette dirkt zich op om haar minnaar Dick te ontmoeten. Dick Stone is een Engelsman die nog vlug naar Parijs komt vooraleer hij wordt gemobiliseerd. 
In de microkosmos van het hotel beïnvloeden de geruchten over een nakende oorlog het dagelijks leven van de hotelgasten.

## Rolverdeling
| Acteur             | Personage         |
| ------------------ | ----------------- |
| Mireille Balin     | Denise            |
| John Loder         | Dick Stone        |
| Ginette Leclerc    | Ginette           |
| Erich von Stroheim | professor Hoffman |
| Vanda Gréville     | de Amerikaanse    |
| Maurice Maillot    | Mouret            |
| Paul Demange       | de knecht         |
| Jacques Henley     | de Nederlander    |
| Robert Moor        | de filatelist     |